# Ахмедов, Алишер Махмудович
Ахмедов Алишер Махмудович (узб. Alisher Mahmudovich Ahmedov; 4 августа 1987 года) — узбекистанский футболист, вратарь. С февраля 2016 года игрок кыргызстанского клуба «Алай».
С 2007 по 2013 год выступал за различные клубы чемпионата Узбекистана, такие как: «Согдиана», «Уз-Донг-Жу», «Насаф», «Нефтчи Фергана», «Регистан» и «Бухара». В 2013 году перебрался в чемпионат Казахстана и начал выступать за команду «Гефест». Сезон 2015 года провёл за клуб «Нью-Радиант», который участвует в чемпионате Мальдивских островов. В начале 2016 года подписал контракт с грузинской «Дилой» но вскоре подписанный контракт был отменён в связи с дисквалификацией «Дилы» из-за невыплаты зарплат футболистам. В феврале некоторое время участвовал в сборах и товарищеских матчах самаркандского «Динамо». В том же месяце перешёл в кыргызстанский «Алай».

## Достижения
- Чемпион Мальдив: 2015
- Финалист Кубка Президента Мальдив: 2015
- Финалист «Maldivian FA Charity Shield»: 2015